# Saara Kuugongelwa
Saara Kuugongelwa   (Okahao, 12 d'octubre de 1967) és una política de Namíbia que exerceix com a primera ministra de Namíbia des de 2015. És membre de l'Organització del Poble del Sud-oest d'Àfrica (SWAPO) i de l Assemblea Nacional de Namíbia des de 1995. Va ser ministra de Finances del 2003 al 2015. És la primera dona que exerceix com a primera ministra de Namíbia.
Kuugongelwa-Amadhila té un doctorat en Finances Públiques i MSC en Economia Financera. Va ser Economista, membre Gabinet del President el 1995 i Directora General de la Comissió Nacional de Planificació de 1995 a 2003.

## Joventut
Saara Kuugongelwa va néixer el 12 d'octubre de 1967 a Otamanzi, al sud-oest d'Àfrica (actual Namíbia). Es va exiliar amb SWAPO el 1980 a 13 anys i va marxar a Sierra Leone el 1982 a 15 anys. Va assistir a l'escola secundària Koidu Girls de 1982 a 1984 i a l'escola secundària Saint Joseph de 1984 a 1987. De 1991 a 1994, va anar a la Universitat de Lincoln a Pennsilvània, Estats Units, on es va graduar amb un màster en economia financera.

## Trajectòria
Kuugongelwa-Amadhila va tornar a Namíbia després de graduar-se a la Universitat de Lincoln i va ocupar un lloc com a economista a l'Oficina del President amb Sam Nujoma. L'any 1995, després d'uns quants mesos, Nujoma la va nomenar parlamentària a 27 anys i directora general de la Comissió Nacional de Planificació, un càrrec en el rang de ministre. L'any 2003 Nujoma la va promoure a ministra d'Hisenda.
Al costat del president Hage Geingob, va jurar com a quarta primera ministra de Namíbia el 21 de març de 2015. És la primera dona que ocupa el càrrec.
El maig de 2016, va participar en "A Conversation with The Right Honorable Saara Kuugongelwa-Amadhila, First Minister of the Republic of Namibia", una discussió moderada amb el Projecte de Dones al Servei Públic del Wilson Center, el Programa Wilson Center Africa i la circumscripció per a Àfrica. Ha parlat sobre la igualtat de gènere en nombroses ocasions, com durant la visita del primer ministre malià, Modibo Keita, i en un discurs (llegit per Christine Hoebes en nom seu) a la desena Cimera de les Dones de Namíbia, on va afirmar que trigaria setanta anys a tancar-se la bretxa salarial de gènere a l'Àfrica.

## Vida personal
Kuugongelwa està casada amb l'empresari Onesmus Tobias Amadhila.

## Premis i reconeixements
El Dia dels Herois de 2014, se li va atorgar l'Ordre del Sol més brillant, de segona classe.